# The Lion Sleeps Tonight
The Lion Sleeps Tonight – kompozycja pierwotnie zwana „Mbube” lub „Wimoweh”, stworzona została pod koniec lat trzydziestych XX wieku przez grupę muzyczną The Evening Birds. W późniejszych latach rozpowszechniana przez innych artystów, m.in.: Jimmy’ego Dorseya czy Hanka Medressa (członka i założyciela zespołu The Tokens) w 1961. Utwór swe apogeum popularności zyskał dzięki wykorzystaniu go w animowanym filmie wytwórni Walta Disneya, pt. Król lew z 1994 roku. W wersji angielskiej piosenkę fragmentarycznie wykonała postać Timona, której głosu użyczył Nathan Lane. Polski dubbing zawiera wersję śpiewaną przez Krzysztofa Tyńca. Przekładu piosenki dokonał Filip Łobodziński, tytułując ją Lew stary mocno śpi. Utwór jest dobrze znany publiczności dzięki wykonaniu południowoafrykańskiego kompozytora i wokalisty Lebo M, którego wykonanie wzbogaca ścieżki dźwiękowe filmu oraz musicalowej wersji broadwayowskiego Króla lwa. Wersję rozszerzoną kompozycji w Królu lwie 3 w polskiej wersji językowej wykonuje Tomasz Steciuk.
Szwedzki muzyk Basshunter wykonał remiks utworu i zatytułował go jako „Jag älskar dig” („Till Dig”).